# フレデリク・アーサー・ヴァーナー

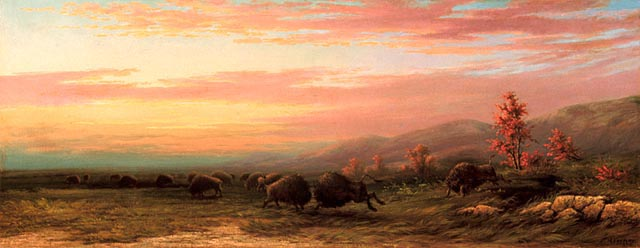
ヴァーナー作 「戦うアメリカバイソン」(1870)
カナダ国立美術館

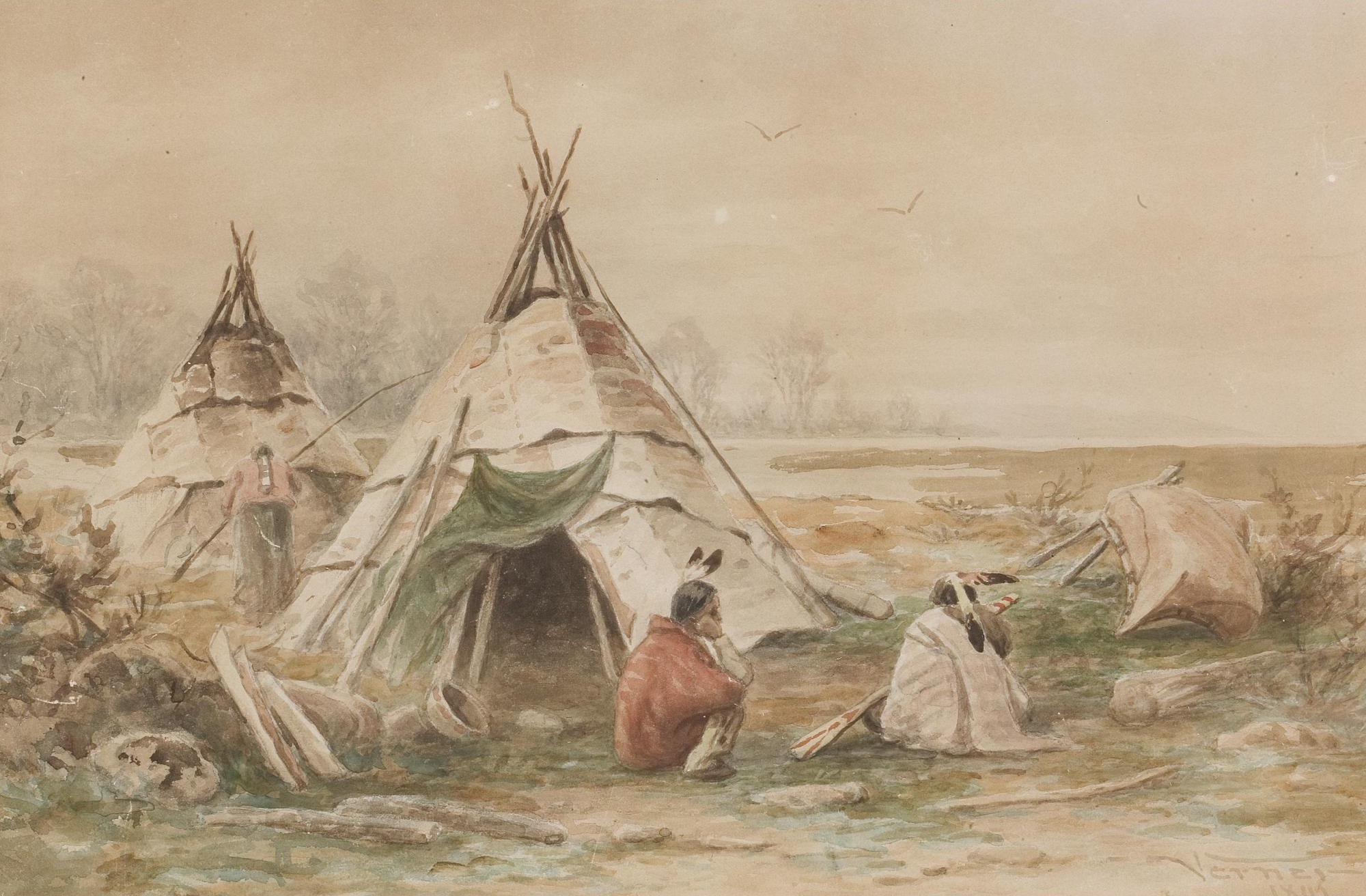
ヴァーナー作 「野営する先住民」(1891) 水彩画

フレデリク・アーサー・ヴァーナー（Frederick Arthur Verner、1836年2月26日 - 1928年5月16日）は、カナダの画家。カナダ先住民の暮らしやアメリカバイソンを描いた絵画作品で知られている。

## 略歴
オンタリオ州のHammondsville（現在はSheridanに改名されてミシサガの一部になっている。）で生まれた 。少年時代にアメリカ大陸の先住民の生活を描いたトロントの画家、ポール・ケーン（1810-1871)の作品に魅せられて、弟子になることを頼みにケーンの家を訪ねたが断られた。
1856年にロンドンに渡り、トマス・ヘザリーの美術学校（Heatherley School of Fine Art）で1858年まで学んだ。卒業した後、イギリス陸軍に入隊し中尉まで昇進した 。1860年にイタリアに渡り、イタリア統一運動を進めるジュゼッペ・ガリバルディを支援するイギリス義勇軍に参加した 。1861年に軍を退役して1862年にトロントに戻った。トロントで写真店を開き、写真をもとに肖像画を描くことによって画家としての仕事を始めた。
1873年にマニトバ州の副総督のモリス(Alexander Morris)が、アメリカ合衆国の飛び地のノースウエスト・アングルに関する条約に調印する機会にをマニトバ州を訪れて、カナダの未開地の風景や先住民の生活をスケッチした。同じようにカナダ先住民を描いたポール・ケーンが、カナダ各地を旅したのに比べ、ヴァーナーは実際に居留地をおとずれず、インド人の使用人をモデルに人物を描いた。この頃、アメリカバイソンの絵を描き、その作品は評価されたが、野生のバイソンを見たことはなかった。
1880年からロンドンを活動の拠点にしたが、しばしばカナダに戻った。1873年からオンタリオ美術家協会(Ontario Society of Artists)の展覧会に出展し、1880年に創設された王立カナダ美術アカデミーにも創立の年から出展を続け、1893年に準会員に選ばれた。ニューヨークやフィラデルフィアの展覧会やロンドンの展覧会にも出展した。1881年からロンドンのロイヤル・アカデミー・オブ・アーツの展覧会にも出展した。1901年にアメリカ、ニューヨーク州バッファローで開かれた汎アメリカ博覧会(Pan-American Exposition) に作品を出展し、メダルを獲得した。1905年にオーストラリアの画家たちによって創設されたイギリス植民地芸術家協会(Royal British Colonial Society of Artists)の会員にカナダ人として初めて選ばれた。
1928年にロンドンで没した。
有名なカナダ生まれのマジシャン、ダイ・バーノン（本名: David Frederick Wingfield Verner、1894–1992)はヴァーナーの親戚である。